# Emperador Sanjō
L'emperador Sanjō (三条 天皇, Sanjō Tennō 5 de febrer del 976 - 5 de juny del 1017) va ser el 67è emperador del Japó, segons l'ordre tradicional de successió. Va regnar de 1011-1016. El nom que va rebre en néixer va ser Okisa (居 贞).